# Natura morta amb un lloro
Natura morta amb un lloro és una pintura a l'oli sobre llenç realitzada l'any 1907 pel pintor francès Robert Delaunay (en aquell moment tenia poc més de vint anys). Actualment es troba a la col·lecció del Museu d'Unterlinden a Colmar, l'Alsàcia (amb nombre d'inventori 88.RP.71).
Una primera versió del mateix motiu, però en un disseny més semblant a un mosaic, pertany actualment al Museu Thyssen-Bornemisza de Madrid. El quadre de Colmar és una manifestació de l'interès del jove artista en les teories dels colors de Michel Eugène Chevreul, i una de les seves primeres obres experimentals. El quadre va pertànyer al marxant d'art Louis Carré (1897–1977) i va ser comprat després de la seva mort per la Société Schongauer que administra la col·lecció del museu des de la seva fundació.